# Dumitru Nicolae
Dumitru Nicolae (n. 1940, Covurlui, Galați, România – d. 29 martie 2019, Galați, România) a fost un inginer și politician român. Din 2000 până în iunie 2012 a fost primarul municipiului Galați.

## Biografie
Dumitru Nicolae a fost de profesie inginer energetician. A fost director de uzină, director adjunct și director general al Combinatului Siderurgic din Galați. Extrem de popular printre gălățeni, fapt ce reiese din câștigarea alegerilor locale din anul 2008 cu scorul de 71%, sau de câștigarea alegerilor din anul 2000 cu aproape 72.000 de voturi, a rămas în istoria Combinatului ca directorul care a prețuit munca salariaților, le-a oferit locuințe și locuri de muncă pentru copii, i-a trimis la cursuri de perfecționare, le-a indexat permanent salariile, evitând convulsiile sociale. 
Provine dintr-o familie din Hârșova, județul Constanța, unde s-a născut pe 30 Noiembrie 1940. Tatăl său a fost unul dintre liderii PNL Brătianu din Constanța. Acesta a fost arestat pentru convingerile sale politice de puterea comunistă, averea le-a fost confiscată, iar familia a fost trimisă cu domiciliul forțat la Râmnicu Sărat. Deși avea un dosar prost, rezultatele școlare foarte bune i-au oferit șansa să urmeze Facultatea de Energetică a Politehnicii din București. Detașat inițial la Comănești, Dumitru Nicolae vine la Galați după înființarea Combinatului. Înainte de Revoluție a fost membru PCR. Fiind un inginer capabil, a fost promovat director de uzină. După Revoluție a refuzat să intre în politică până în 1996, fiind printre puținii foștii membri PCR care au respectat punctul 8 al Proclamației de la Timișoara. A fost pentru o scurtă perioadă consilier județean și ulterior președinte al Consiliului Județului Galați. A fost președintele Organizației municipale a PSD Galați.